# Francesco Angiolini
Francesco Angiolini (Piacenza, 19 maggio 1750 – Polock, 21 febbraio 1788) è stato un traduttore e scrittore italiano.

## Biografia
Figlio di una numerosa famiglia (5 fratelli e due sorelle) tutti indirizzati ad una vita religiosa e spirituale all'età di 15 anni entrò nella compagnia di Gesù. Appena diciottenne conosceva 11 lingue e fu inviato a terminare gli studi di filosofia  e di lettere prima a Bologna e poi a Modena . Completati seppe dello scioglimento del suo ordine e decise con uno dei fratelli di viaggiare alla volta di Verona dove si dedicò alla traduzione dal greco.
Fra le tante opere che tradusse vi furono l'Elettra e l'Antigone di Sofocle a cui si aggiunse anche il Ciclope di Euripide. Per le sue capacità divenne noto alle orecchie del papa Pio VI, il Re di Napoli e il Granduca di Toscana. La sua fama lo portò in Russia dove partì nel 1783 dove, in compagnia di due fratelli, incontrò i gesuiti del luogo e il generale Stanislao Chernievidski. Qui eresse un tempio cattolico e comprese le lingue del russo e del polacco arrivando a scrivere testi in quelle lingue. Morì poco dopo per la febbre molto alta, i suoi fratelli più cari erano Giuseppe Angiolini e Gaetano Angiolini.

## Opere

### Traduzioni
- Francesco Angiolini, Delle Opere di Giuseppe Flavio dall'original testo greco nuovamente tradotte in lingua Italiana e illustrate con note dall'Abate F. Angiolini, vol. 1, Verona, Per gli eredi di Marco Moroni, 1779. URL consultato il 27 maggio 2019.
- Francesco Angiolini, Delle Opere di Giuseppe Flavio dall'original testo greco nuovamente tradotte in lingua Italiana e illustrate con note dall'Abate F. Angiolini, vol. 2, Verona, Per gli eredi di Marco Moroni, 1779. URL consultato il 27 maggio 2019.
- Francesco Angiolini, Delle Opere di Giuseppe Flavio dall'original testo greco nuovamente tradotte in lingua Italiana e illustrate con note dall'Abate F. Angiolini, vol. 3, Verona, Per gli eredi di Marco Moroni, 1780. URL consultato il 27 maggio 2019.
- Francesco Angiolini, Delle Opere di Giuseppe Flavio dall'original testo greco nuovamente tradotte in lingua Italiana e illustrate con note dall'Abate F. Angiolini, vol. 4, Verona, Per gli eredi di Marco Moroni, 1780. URL consultato il 27 maggio 2019.
- Francesco Angiolini, Elettra Edipo Antigona tragedie di Sofocle e Il Ciclope dramma satirico d'Euripide. Il tutto dall'original testo greco nuovamente tradotto, e illustrato con note dall'ab. Francesco Angiolini piacentino. Con un saggio in fine di sue poesie italiane, latine, greche, ed ebraiche, Roma, Per Luigi Perego Salvioni stampator vaticano nella Sapienza, 1782. URL consultato il 27 maggio 2019.

### Testi storici-religiosi
- Storia della Compagnia di Gesù nella Russia